# ساوتال
longitudeساوتالlatitudeساوتال
ساوتال (به انگلیسی: Southall) یک ناحیه در انگلستان است که در لندن واقع شده‌است.
این ناحیه در سال ۲۰۱۱ دارای ۵۵٬۰۶۰ نفر جمعیت بوده‌است.